# 부남로 (무주군)
부남로(Bunam-ro)는 전북특별자치도 무주군 부남면 부남교차로에서 가정삼거리까지 연결하는 도로이다.

## 주요 경유지
전북특별자치도
- 무주군 부남면

## 노선
| 이름            | 접속 노선              | 소재지          | 소재지          | 비고                 |
| 노루재로와 직결 | 노루재로와 직결        | 노루재로와 직결 | 노루재로와 직결 | 노루재로와 직결      |
| --------------- | ---------------------- | --------------- | --------------- | -------------------- |
| 부남 교차로     |                        | 무주군          | 부남면          | 지방도 제635호선구간 |
| 문암교          |                        | 무주군          | 부남면          | 지방도 제635호선구간 |
| 대소교          |                        | 무주군          | 부남면          | 지방도 제635호선구간 |
| 대유삼거리      |                        | 무주군          | 부남면          | 지방도 제635호선구간 |
| 대티삼거리      | 대티길                 | 무주군          | 부남면          |                      |
| 평당교          |                        | 무주군          | 부남면          |                      |
| 가정삼거리      | 국도 제37호선 (무금로) | 무주군          | 부남면          |                      |

## 주요 시설및 건물
- 가정보건진료소 (부남로 1782/가당리 456-8)
- 부당초등학교 (부남로 1785/가딩리 448-2)